# Inteligência geoespacial
Inteligência geoespacial (GEOINT) pode ser conceituada, segundo a Agência Nacional de Inteligência Geoespacial estadunidense (NGA) como “a exploração e análise de imagens e de informações geoespaciais para descrever, avaliar e representar visualmente características físicas e atividades geograficamente referenciadas na Terra”. Deste modo, a GEOINT pode ser entendida como o ramo especializado da atividade de inteligência que busca produzir conhecimentos com base em informações geográficas, a fim de subsidiar o processo decisório. Evoluiu a partir da tradicional inteligência de imagens, graças ao desenvolvimento dos sistemas de informações geográficas, que permitiram a integração das imagens obtidas através de sensoriamento remoto e informações georreferenciadas com dados obtidos de outras fontes, tudo em documento único, normalmente consubstanciado na representação gráfica de determinada parte do terreno.